# Wasserstraßen- und Schifffahrtsamt Bremen
Das Wasserstraßen- und Schifffahrtsamt Bremen (WSA Bremen) war ein Wasserstraßen- und Schifffahrtsamt in Deutschland. Es gehörte zum Dienstbereich der Generaldirektion Wasserstraßen und Schifffahrt, vormals Wasser- und Schifffahrtsdirektion Nordwest.
Durch die Zusammenlegung der Wasserstraßen- und Schifffahrtsämter Bremen, Bremerhaven und Wilhelmshaven ging es am 8. April 2019 im neuen Wasserstraßen- und Schifffahrtsamt Weser-Jade-Nordsee auf.

## Gebäude

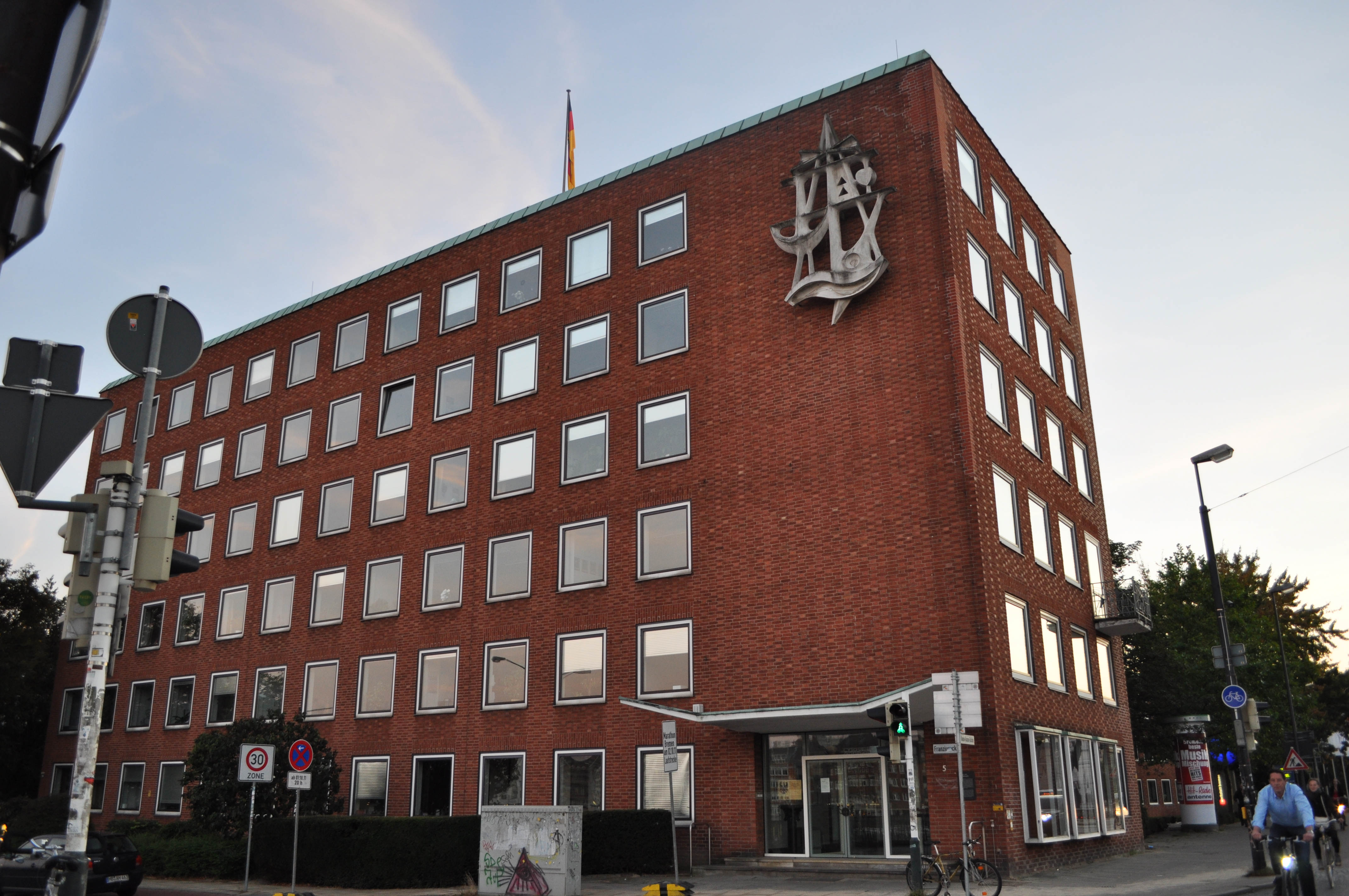
Dienstsitz des WSA Bremen

Der Neubau geht auf einen Wettbewerbsentwurf zurück. Das drei- und sechsgeschossige Gebäude mit einem Verbindungsbau des Wasserstraßen- und Schifffahrtsamts Bremen wurde von 1953 bis 1955 an der Weser in der Nähe der Wilhelm-Kaisen-Brücke errichtet. Die Baupläne stammten von den Architekten Friedrich Wilhelm Kraemer, Ernst Sieverts und Partner aus Braunschweig. Das Gebäude ist ab den Obergeschossen ein reiner Mauerwerksbau aus roten, handgestrichenen Vormauersteinen.
Das Gebäude wurde mit dem BDA - Preis 1974 ausgezeichnet mit u. a. der Begründung der Jury: „Die mit einfachen Mitteln gebaute Anlage hat auch nach 20 Jahren schnell wechselnder Architekturauffassungen noch nichts von der Frische der ersten Stunde eingebüßt. Das Bauwerk stellt eine im besten Sinne gelungene Synthese von baulicher Tradition und neuzeitlichen Bestrebungen dar“.
Seit 1999 steht das Gebäude unter Denkmalschutz.

## Zuständigkeitsbereich
Das Wasserstraßen- und Schifffahrtsamt Bremen war zuständig für die Bundeswasserstraße Weser von der Landesgrenze Bremen/Niedersachsen bis Brake (Grenze zum Amtsbereich des Wasserstraßen- und Schifffahrtsamtes Bremerhaven), die Bundeswasserstraße Hunte von der Mündung in die Weser bis Oldenburg, die Stadtstrecke des Küstenkanals in Oldenburg und den Küstenkanal in Oldenburg von der Schleuse bis zum Sicherheitstor Hundsmühlen sowie die Lesum und die Wümme von Borgfeld bis zur Mündung in die Lesum und Teile von Ochtum und Delme.

## Aufgabenbereich
Zu den Aufgaben des Wasserstraßen- und Schifffahrtsamtes Bremen gehörten:
- Unterhaltung und Ausbau der Bundeswasserstraßen im Amtsbereich
- Ordnung und Sicherheit des Schiffsverkehrs und Betrieb der Verkehrszentrale in Bremen
- Übernahme strom- und schifffahrtspolizeilicher Aufgaben
- Betrieb und Unterhaltung des Weserwehrs und der Weserschleuse in Bremen-Hemelingen
- Betrieb und Unterhaltung der Schleuse Oldenburg
- Betrieb und Unterhaltung der Cäcilienbrücke in Oldenburg.

## Außenbezirke
Zum Wasserstraßen- und Schifffahrtsamt Bremen gehörten die Außenbezirke in Bremen-Habenhausen, Bremen-Farge und Oldenburg sowie der Bauhof in Brake.
- Der Außenbezirk Habenhausen war zuständig für den Bereich Mittelweser und den Betrieb und die Unterhaltung des Bremer Weserwehrs und der Schleusenanlage inklusive der Fischtreppe an der Wehranlage sowie die Unterweser bis Lemwerder.
- Der Außenbezirk Farge war zuständig für die Unterweser von Lemwerder bis Brake, die Lesum und die Wümme von Borgfeld bis zur Mündung in die Lesum.
- Der Außenbezirk Oldenburg war zuständig für die Seewasserstraße Hunte, die Stadtstrecke des Küstenkanals in Oldenburg und einen Teil des Küstenkanals. In Oldenburg war der Außenbezirk insbesondere zuständig für den Betrieb und die Unterhaltung der Schleuse Oldenburg, der Verbindungsbauwerke zwischen Küstenkanal und Hunte und dem Betrieb und der Unterhaltung der Cäcilienbrücke und des Sicherheitstors Hundsmühlen.
- Der Bauhof in Brake nahm insbesondere Wartungs- und Instandsetzungsaufgaben an Schiffen und Maschinenanlagen in Schleusen, Wehren und Brücken sowie der Seezeichen des Wasserstraßen- und Schifffahrtsamtes Bremen wahr. Der Bauhof verfügte über eine 110 m lange Kaianlage und eine Slipanlage, mit der Schiffe bis zu 30 m Länge und einem Gewicht von 200 t aus dem Wasser gezogen werden können.

## Verkehrszentrale

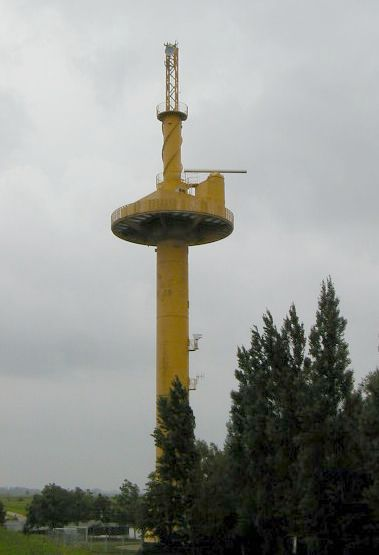
Radarturm an der Unterweser

Das Wasserstraßen- und Schifffahrtsamt Bremen unterhielt eine Verkehrszentrale, von der aus der Schiffsverkehr auf der Unterweser zwischen Bremen und Brake und auf der Hunte bis Oldenburg rund um die Uhr überwacht und gelenkt wurden. Dafür betrieb es im Bereich der Unterweser eine Landradarkette, die aus insgesamt sieben Radarstationen besteht und für die in den Jahren 1986 und 1987 von der Huntemündung bis Bremen sechs Radaranlagen gebaut wurden. Die siebte Radarstation der Verkehrszentrale Bremen befindet sich auf dem vorhandenen Betriebsgebäude des Hansestadt Bremischen Hafenamtes am Lankenauer Höft in Bremen.

## Kleinfahrzeugkennzeichen
Den Kleinfahrzeugen im Bereich des Wasserstraßen- und Schifffahrtsamtes Bremen wurden Kleinfahrzeugkennzeichen mit der Kennung HB zugewiesen.